# Екзоскелет

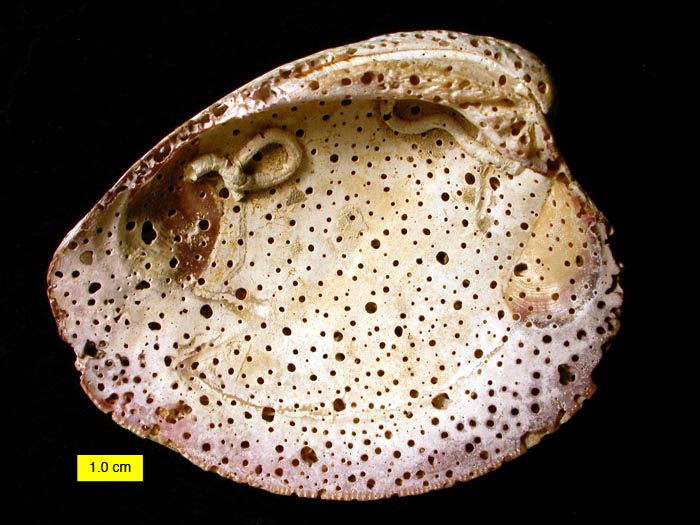

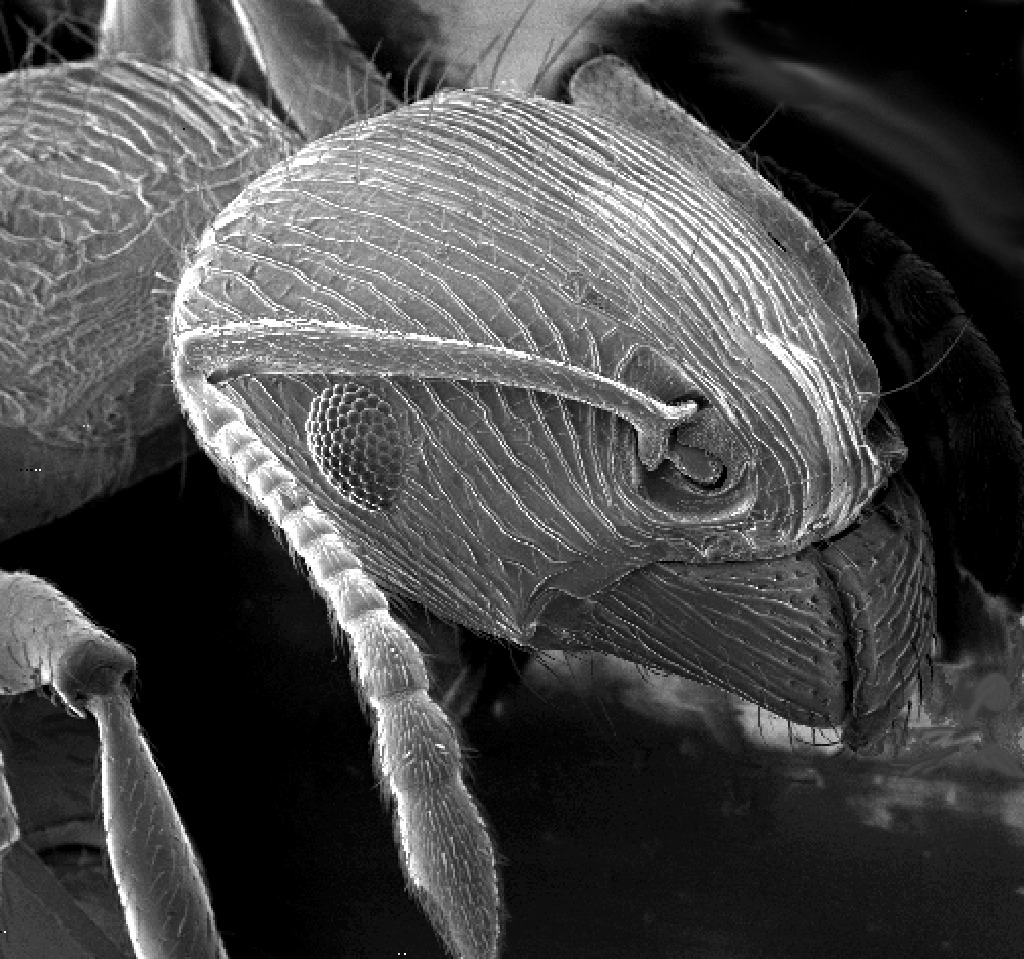
Екзоскелет мурашки

Екзоскеле́т — зовнішній вид скелету у деяких безхребетних. Складається переважно з карбонату кальцію або органічних речовин. Притаманний, наприклад, типу молюски, членистоногим, форамініферам.
Найбільш давні відомі екзоскелети з'явилися приблизно 550 млн років тому.